# Chan-Uul
Chan-Uul (mong. Хан-Уул) – dzielnica Ułan Bator, stolicy Mongolii.
Dzielnica położona jest w południowo-zachodniej części Ułan Bator, u podnóża góry Bogdchan uul, której zawdzięcza swoją nazwę. Obejmuje powierzchnię 484,7 km² i dzieli się na 16 osiedli. Populacja w 2013 roku liczyła 127,477 osób.
Chan-Uul ma charakter przemysłowo-rolniczy. Na terenie dzielnicy znajduje się międzynarodowy port lotniczy Ułan Bator.